# Cáhuil
Cáhuil es un pequeño pueblo chileno localizado a 15 kilómetros al sur de Pichilemu, en la desembocadura del estero Nilahue, provincia Cardenal Caro. Su nombre procede de la gaviota cáhuil, ave común de la zona. La principal característica de este lugar es la producción artesanal de sal de costa, así como la producción de ostras y choros zapatos. La laguna de Cáhuil, rodeada de un vasto humedal, es un lugar apto para la pesca, la natación y paseos en bote.

## Toponimia
La gaviota cáhuil  es una de las gaviotas presentes en estas costas. 

Las gaviotas en Chile se llaman algunas veces cáhuil y chille.
Rodolfo Amando Philippi

El doctor Lenz escribe cagüil, pero advierte que «no está seguro si no es más bien cáhuil.» Tal es, en efecto, la forma verdadera, y con ella registra Asta-Buruaga en su Diccionario 
la aldea y laguna así llamadas. Es voz indígena onomatopéyica. 
Román, I, 512. 

## Diccionario Geográfico de la República de Chile  1897
Cahuil.-—Aldea del departamento de San Fernando, situada cerca de la orilla norte de la laguna ó albuhera de su nombre y á unos cuatro kilómetros de su boca; dista unos 12 kilómetros al S. del puerto de Pichilemu y como 80 al O. de la estación de La Palmilla. Consta de pocos habitantes, escuela gratuita, oficinas de registro civil y correo, una iglesia parroquial, que ha substituído en 1864 á la antigua de Reto, La referida laguna es una expansión prolongada, sinuosa y honda, de medio kilómetro de ancho, que forma el extremo inferior el río Nilahue, sujeta á la acción del flujo y reflujo del Pacifico, en el cual desagua bajo los 34° 31' Lat. y los 72° 01' Lon. por donde queda una pequeña caleta, llamada también de Cahuil. Esta albuhera es rica en producción de sal, y sus márgenes abundan en  (plantas de sosa) para fabricar jabón, vidrios, &c., y aún en sus inmediaciones se encuentra excelente caolín ó arcilla fina para porcelana. 
Diccionario Geográfico de la República de Chile de 1897 página 88

## Salinas

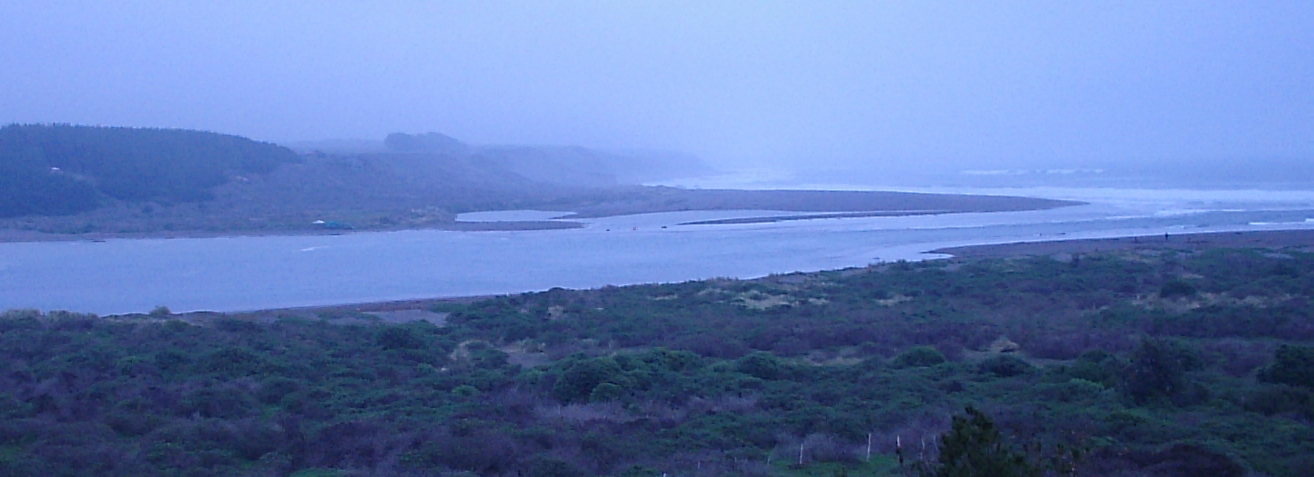
Desembocadura del estero Nilahue.

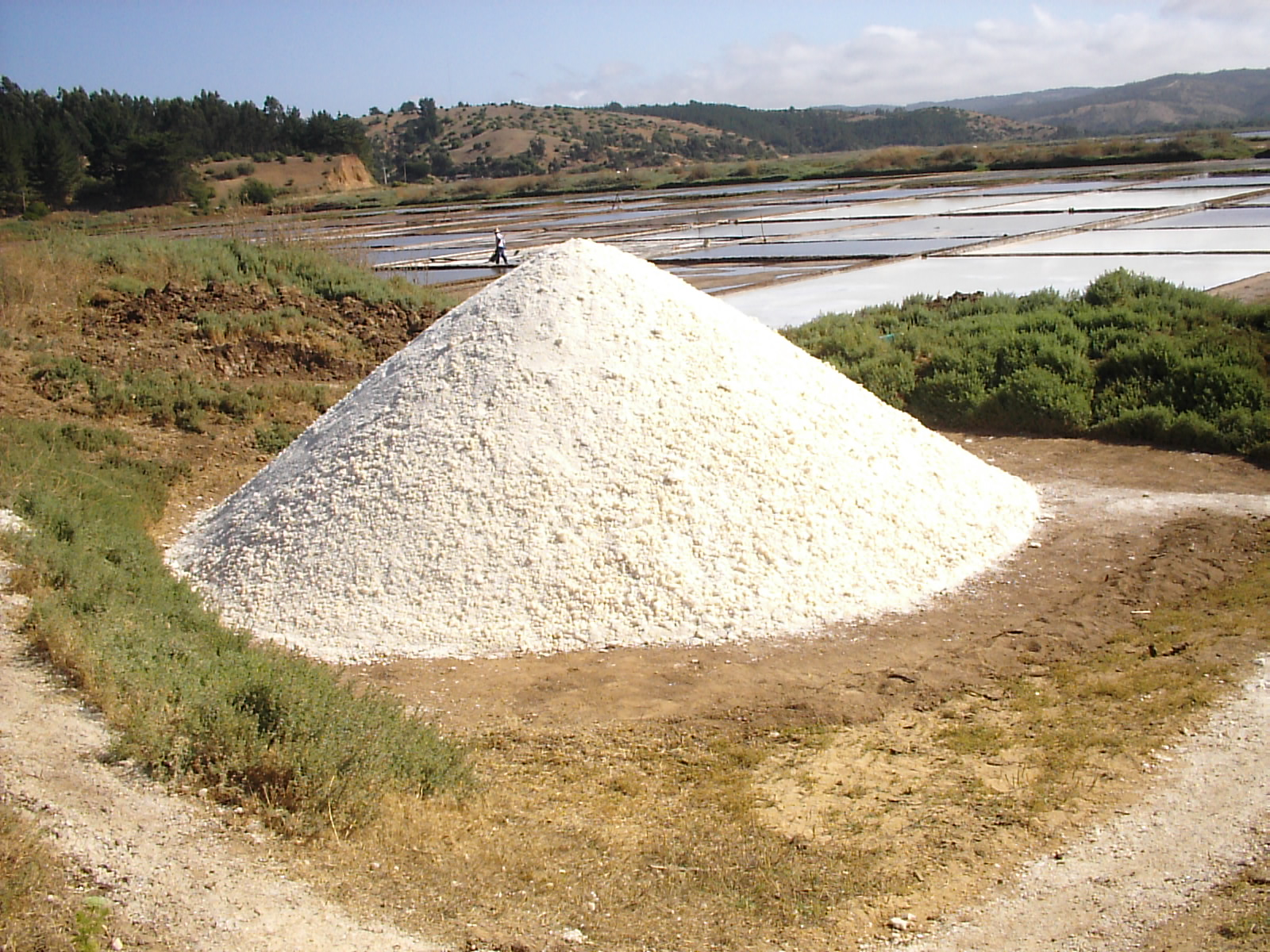
Montículo de sal en Cáhuil.

Las salinas de esta zona datan de tiempo inmemorial. Se sabe que fueron los indígenas los primeros que las cultivaron en forma muy rudimentaria. No obstante, hoy en día el método se ha ido perfeccionando de tal manera que hoy su producción es apreciada enormemente. Al año 1978 más de un 60% de la población de Cáhuil vivía en torno a la producción de sal, producción que no está vinculada a empresas industriales. Los "cuarteles" o cuadrantes de producción mínimos que componen la red de trazados se encuentran en manos de campesinos vinculados al pueblo, también existen propietarios con título de dominio que arriendan estas unidades básicas y que viven distantes al asentamiento.
Para fomentar el turismo rural de Cáhuil, la municipalidad de Pichilemu creó la Ruta de la Sal, que interna a los turistas en los sectores donde se realiza el proceso de generación de sal. Este recorrido parte desde Pichilemu y comprende los sectores de Cáhuil, Barrancas, La Villa, El Bronce, La Palmilla y La Plaza. En esta ruta existen dos ranchos campesinos ("Oro Blanco" y "El Bronce"), en los cuales se puede degustar de la exquisita gastronomía típica de la zona.

## Fauna

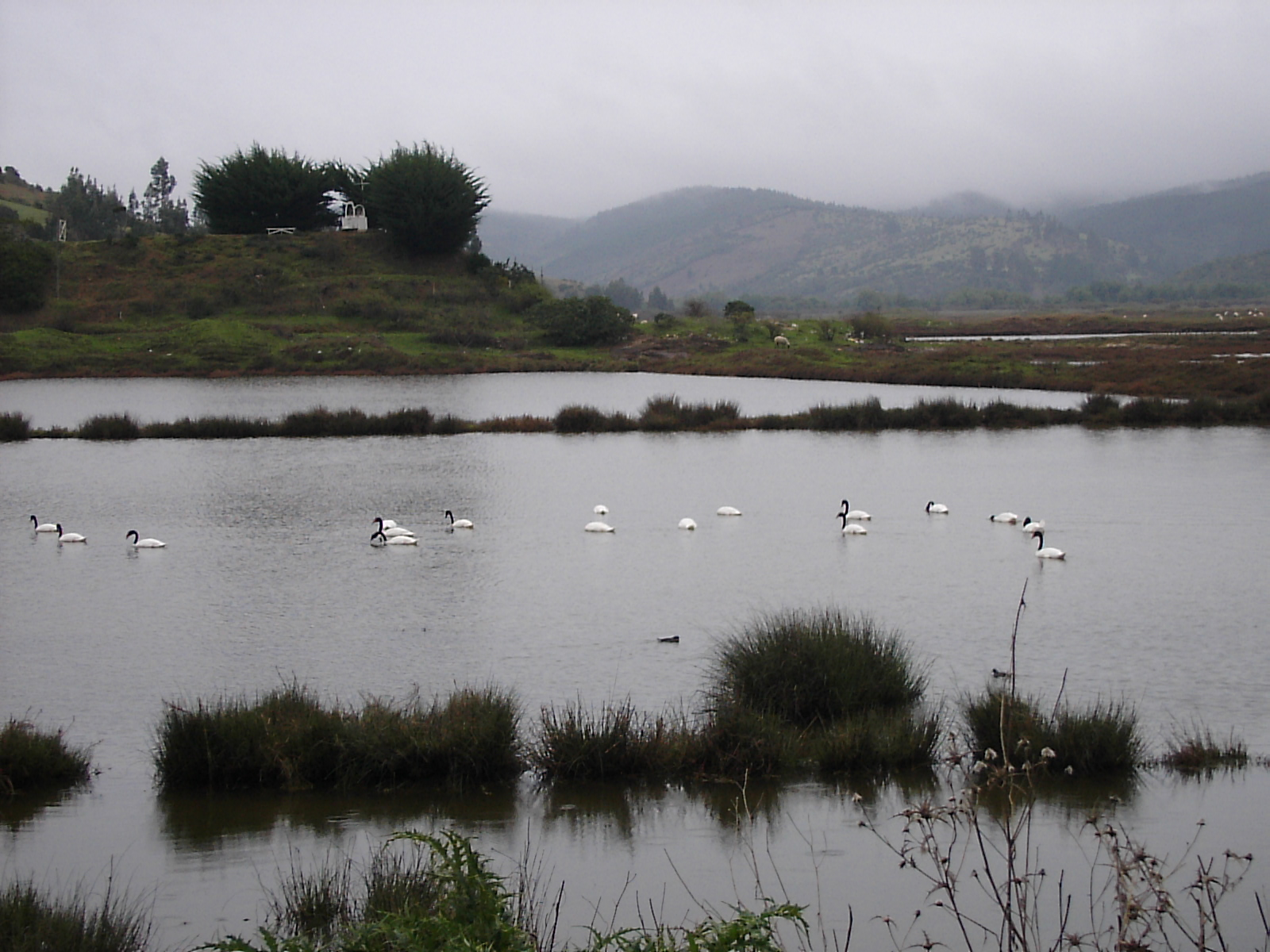
Cisnes en la laguna Cáhuil.

En la zona de Cáhuil se encuentran a lo menos 46 especies de aves, que se encuentran en peligro de extinción, entre ellas: el cisne coscoroba, cisne de cuello negro, cáhuil, garza cuca, entre otros. A su vez, este lugar es un área reconocida como importante para la alimentación y eventual nidificación de patos silvestres, ya que alberga a lo menos siete especies de ellos. En 2008, la Corporación Nacional Forestal estableció una reserva en la isla de las salinas de Cáhuil, por ser un lugar de ecosistema híbrido, en el que destaca una vegetación hidrófila, que provoca un entorno que favorece el desarrollo de fauna endémica.
En esta laguna se puede hacer pesca deportiva. Entre las especies que se puede pescar está el pejerrey argentino, carpas y cachambas. Además, se puede hacer extracción de almejas, navajuelas y machas.

## En la novela
Cáhuil es citada en el libro Gran señor y rajadiablos del escritor Eduardo Barrios, cuya trama transcurre en gran parte en esta localidad. El otro lugar de la novela es Leyda, ambos en el antiguo camino de la costa. 
También se citan las salinas de Cáhuil en la novela El único placer (Planeta, 2013), de la escritora chilena Mónica Seguel.